# Colonia la Paz
Colonia la Paz är en ort i Mexiko.   Den ligger i kommunen Contepec och delstaten Michoacán de Ocampo, i den sydöstra delen av landet, 120 km väster om huvudstaden Mexico City. Colonia la Paz ligger 2 280 meter över havet och antalet invånare är 313.
Terrängen runt Colonia la Paz är kuperad. Runt Colonia la Paz är det ganska tätbefolkat, med 96 invånare per kvadratkilometer. Närmaste större samhälle är El Oro de Hidalgo, 11,7 km sydost om Colonia la Paz. Trakten runt Colonia la Paz består till största delen av jordbruksmark.